# Alpha (Frankrijk)
Alpha is een historisch merk van motorfietsen.
De bedrijfsnaam was: Alpha Motors.
Dit was een kleine Franse fabriek van trialmotoren. De Alpha-motoren werden ontworpen door Jacques Coll, een boerenzoon uit Perpignan. Hij was eerst aannemer en bouwde daarna met veel succes zeiljachten. 
Zijn eerste trialmotor uit 1983 had een omgebouwd Honda-viertaktblok. In 1987 verscheen de Alpha Micra met een zelf ontworpen 250cc-tweetaktmotor. 
In 1990 volgde er nog een prototype van een verbeterde Micra met een watergekoeld 252cc-tweetaktblok, dat echter niet meer in productie kwam.